# James Mark Baldwin
James Mark Baldwin (Columbia, 12 de enero de 1861 - París, 8 de noviembre de 1934) fue un filósofo y psicólogo estadounidense.

## Biografía
Educado en la Universidad de Princeton y en varias universidades alemanas, fue profesor de Filosofía en la Universidad de Toronto (1889) y de psicología en Princeton (1893). Desde 1903 lo fue de filosofía y psicología en la Universidad Johns Hopkins.
Fue uno de los fundadores de la Psychological Review y director de la misma entre 1894 y 1909. El legado teórico más importante de Baldwin fue determinar que en la evolución, y sobre el aprendizaje humano, las condiciones genéticas transmisibles por herencia podían hacer más fácil el aprendizaje de técnicas y trucos que sólo poseen aquellos que tengan una variante evolutiva determinada. Así se formuló el denominado efecto Baldwin según el cual las condiciones epigenéticas pueden ser igual o más importantes que la selección natural. Baldwin propuso que las habilidades que inicialmente requieren el aprendizaje son finalmente reemplazadas por la evolución de sistemas genéticamente determinados que no requieren aprendizaje.